# Cerro Chanka
21° 47' 09" S 68° 18' 37" O
Cerro Chanka (Também conhecido como Chanka ou Pabellon) é um domo de lava Pleistoceno nos Andes. Faz parte do complexo vulcânico Altiplano-Puna. A datação do potássio-argônio indica que o último domo entrou em erupção 119.8 ± 5.4 (Kiloannus)-ka atrás. Outra idade relatada é de 1,5 ± 0,1 mya.
A cúpula está localizada no lado noroeste do Cerro del Azufre. É construído a partir de três lóbulos com diâmetros de 1,5 quilômetros (0,93 mi). Os flancos da cúpula são íngremes e astrágalos e blocos de lava se encontram a seus pés.
Cerro Chanka tem um SiO2 teor de 66% e é de origem cálcio-alcalino. As lavas são potássio-rico dacito e riólito salvo um componente andesito máfico, e rico em cristais.